# Henri Dalby
Henri Dalby (né Joseph Dalby le 16 décembre 1889 à Auxerre et mort le 29 janvier 1981 dans la même ville,) est un poète français.

## Biographie
Henri Dalby est originaire de Bourgogne par ses parents. Il fut l'ami de Paul Léautaud, qui lui fait publier ses premiers vers en 1913 dans le Mercure de France. Il vécut à Paris, dans le quartier Latin, une bonne vingtaine d'années, grâce à une chaire de professeur.
Images de Paris, revue qui paraît dès 1919 et pendant six ans, publie ses vers, aux côtés de ceux de Joseph Delteil, d'Antonin Artaud, de Jules Supervielle, de Mac Orlan, de Guillaume Apollinaire. Images de Paris tient, de 1925 à 1927, des « conciles », place de l'Odéon, dans la librairie À la Jeune Parque, tenue par Marcel Sénac : on y voit André Gide, Paul Valéry, et bien sûr, Henri Dalby.
Il collabore aux Cahiers idéalistes français.
Il est inhumé au cimetière Saint-Amâtre d'Auxerre.

## Publications
- Poèmes de la vie mordue, avec des bois de Raymond Thiollière (Images de Paris, 1922)
- Pleine Terre (La Jeune Parque, 1928)
- Traduit des fleurs (les Cahiers des Images de Paris, 1964)

## Pour approfondir